# I'm Insane
I'm Insane è un singolo dei Dinosaur Jr. pubblicato nel 1997 nel Regno Unito. 

## Tracce
1. I'm Insane – 3:54 (J  Mascis)
2. I Misunderstood – 3:48 (Richard Thompson)

## Formazione
- J Mascis - chitarra, voce
- Mike Johnson: basso
- George Berz: batteria